# Boels Ladies Tour 2019
La 22.ª edición de la carrera ciclista Boels Ladies Tour se celebró entre el 3 y el 8 de septiembre de 2019 con inicio en la ciudad de Sittard y final en la ciudad de Arnhem en los Países Bajos. El recorrido constó de un prólogo y 5 etapas sobre una distancia total de 687,7 km. 
La carrera forma parte del UCI WorldTour Femenino 2019 como competición de categoría 2.WWT del calendario ciclista de máximo nivel mundial siendo la vigésimo primera carrera de dicho circuito y fue ganada por la ciclista luxemburguesa Christine Majerus del equipo Boels Dolmans. El podio lo completaron la ciclista neerlandesa Lorena Wiebes del equipo Parkhotel Valkenburg y la alemana Lisa Klein del equipo Canyon SRAM Racing.

## Equipos
Tomaron parte en la carrera un total de 17 equipos, de los cuales 16 son equipos de categoría UCI Team Femenino invitados por la organización y 1 selección nacional, quienes conformaron un pelotón de 101 ciclistas de las cuales terminaron 63. Los equipos participantes fueron:
| Equipos femeninos (16)- Biehler Pro Cycling - Bigla - Boels Dolmans - Canyon-SRAM Racing - CCC-Liv - FDJ-Nouvelle Aquitaine-Futuroscope - Hitec Products - Mitchelton-Scott - Movistar Team - Sunweb Women - Tibco-Silicon Valley Bank - Trek-Segafredo - Valcar Cylance - Virtu Cycling Women - WNT-Rotor Pro Cycling - Parkhotel Valkenburg-Destil Equipo nacional- Países Bajos |
| |

## Recorrido
El Boels Ladies Tour dispuso de un prólogo y 5 etapas para un recorrido total de 687,7 km.
| Etapa     | Fecha    | Recorrido                       | type            | Distancia (km) | Ganador              | Líder                |
| --------- | -------- | ------------------------------- | --------------- | -------------- | -------------------- | -------------------- |
| Prólogo   | 3 de sep | Sittard-Geleen – Sittard-Geleen | prólogo         | 3,8            | Annemiek van Vleuten | Annemiek van Vleuten |
| 1.ª etapa | 4 de sep | Stramproy – Weert               | etapa llana     | 123            | Lorena Wiebes        | Annemiek van Vleuten |
| 2.ª etapa | 5 de sep | Gennep – Gennep                 | etapa llana     | 113,7          | Lorena Wiebes        | Lorena Wiebes        |
| 3.ª etapa | 6 de sep | Nijverdal – Nijverdal           | etapa escarpada | 156,8          | Lisa Klein           | Lisa Klein           |
| 4.ª etapa | 7 de sep | Arnhem – Nimega                 | etapa llana     | 135,6          | Franziska Koch       | Christine Majerus    |
| 5.ª etapa | 8 de sep | Nimega – Arnhem                 | etapa llana     | 154,8          | Chiara Consonni      | Christine Majerus    |

## Desarrollo de la carrera

### Prólogo
| Sittard-Geleen - Sittard-Geleen | prólogo | (3,8 km) |

| \| Clasificación de la etapa \| Clasificación de la etapa \| Clasificación de la etapa \| Clasificación de la etapa \| Clasificación de la etapa \| \| Ciclista \| Ciclista \| Equipo \| Tiempo \| \| \| ------------------------- \| ------------------------- \| ------------------------- \| ------------------------- \| ------------------------- \| \| 1.ª \| Annemiek van Vleuten \| Mitchelton-Scott \| 5 min 04 s \| \| \| 2.ª \| Lisa Klein \| Canyon-SRAM Racing \| + 6 s \| \| \| 3.ª \| Lucinda Brand \| Sunweb \| + 7 s \| \| \| 4.ª \| Letizia Paternoster \| Trek-Segafredo \| + 9 s \| \| \| 5.ª \| Lisa Brennauer \| WNT-Rotor Pro Cycling \| + 9 s \| \| \| 6.ª \| Anna van der Breggen \| Boels Dolmans \| + 9 s \| \| \| 7.ª \| Leah Kirchmann \| Sunweb \| + 10 s \| \| \| 8.ª \| Christine Majerus \| Boels Dolmans \| + 11 s \| \| \| 9.ª \| Amy Pieters \| Boels Dolmans \| + 11 s \| \| \| 10.ª \| Leah Thomas \| Bigla \| + 11 s \| \| |                      |                       |            |
| |                      |                       |            |
| |                      |                       |            |
| Clasificación de la etapa |                      |                       |            |
| Ciclista | Ciclista             | Equipo                | Tiempo     |
| 1.ª | Annemiek van Vleuten | Mitchelton-Scott      | 5 min 04 s |
| 2.ª | Lisa Klein           | Canyon-SRAM Racing    | + 6 s      |
| 3.ª | Lucinda Brand        | Sunweb                | + 7 s      |
| 4.ª | Letizia Paternoster  | Trek-Segafredo        | + 9 s      |
| 5.ª | Lisa Brennauer       | WNT-Rotor Pro Cycling | + 9 s      |
| 6.ª | Anna van der Breggen | Boels Dolmans         | + 9 s      |
| 7.ª | Leah Kirchmann       | Sunweb                | + 10 s     |
| 8.ª | Christine Majerus    | Boels Dolmans         | + 11 s     |
| 9.ª | Amy Pieters          | Boels Dolmans         | + 11 s     |
| 10.ª | Leah Thomas          | Bigla                 | + 11 s     |

| \| Clasificación general \| Clasificación general \| Clasificación general \| Clasificación general \| Clasificación general \| \| Ciclista \| Ciclista \| Equipo \| Tiempo \| \| \| --------------------- \| --------------------- \| --------------------- \| --------------------- \| --------------------- \| \| 1.ª \| Annemiek van Vleuten \| Mitchelton-Scott \| 5 min 04 s \| \| \| 2.ª \| Lisa Klein \| Canyon-SRAM Racing \| + 6 s \| \| \| 3.ª \| Lucinda Brand \| Sunweb \| + 7 s \| \| \| 4.ª \| Letizia Paternoster \| Trek-Segafredo \| + 9 s \| \| \| 5.ª \| Lisa Brennauer \| WNT-Rotor Pro Cycling \| + 9 s \| \| \| 6.ª \| Anna van der Breggen \| Boels Dolmans \| + 9 s \| \| \| 7.ª \| Leah Kirchmann \| Sunweb \| + 10 s \| \| \| 8.ª \| Christine Majerus \| Boels Dolmans \| + 11 s \| \| \| 9.ª \| Amy Pieters \| Boels Dolmans \| + 11 s \| \| \| 10.ª \| Leah Thomas \| Bigla \| + 11 s \| \| |                      |                       |            |
| |                      |                       |            |
| |                      |                       |            |
| Clasificación general |                      |                       |            |
| Ciclista | Ciclista             | Equipo                | Tiempo     |
| 1.ª | Annemiek van Vleuten | Mitchelton-Scott      | 5 min 04 s |
| 2.ª | Lisa Klein           | Canyon-SRAM Racing    | + 6 s      |
| 3.ª | Lucinda Brand        | Sunweb                | + 7 s      |
| 4.ª | Letizia Paternoster  | Trek-Segafredo        | + 9 s      |
| 5.ª | Lisa Brennauer       | WNT-Rotor Pro Cycling | + 9 s      |
| 6.ª | Anna van der Breggen | Boels Dolmans         | + 9 s      |
| 7.ª | Leah Kirchmann       | Sunweb                | + 10 s     |
| 8.ª | Christine Majerus    | Boels Dolmans         | + 11 s     |
| 9.ª | Amy Pieters          | Boels Dolmans         | + 11 s     |
| 10.ª | Leah Thomas          | Bigla                 | + 11 s     |

### 1.ª etapa
| Stramproy - Weert | etapa llana | (123 km) |

| \| Clasificación de la etapa \| Clasificación de la etapa \| Clasificación de la etapa \| Clasificación de la etapa \| Clasificación de la etapa \| \| Ciclista \| Ciclista \| Equipo \| Tiempo \| \| \| ------------------------- \| ------------------------- \| ------------------------- \| ------------------------- \| ------------------------- \| \| 1.ª \| Lorena Wiebes \| Parkhotel Valkenburg \| 2 h 59 min 02 s \| \| \| 2.ª \| Kirsten Wild \| WNT-Rotor Pro Cycling \| + 0 s \| \| \| 3.ª \| Letizia Paternoster \| Trek-Segafredo \| + 0 s \| \| \| 4.ª \| Amy Pieters \| Boels Dolmans \| + 0 s \| \| \| 5.ª \| Chiara Consonni \| Valcar Cylance \| + 0 s \| \| \| 6.ª \| Barbara Guarischi \| Virtu Cycling Women \| + 0 s \| \| \| 7.ª \| Roxane Fournier \| Movistar Team \| + 0 s \| \| \| 8.ª \| Lonneke Uneken \| Hitec Products-Birk Sport \| + 0 s \| \| \| 9.ª \| Lucinda Brand \| Sunweb \| + 0 s \| \| \| 10.ª \| Lisa Klein \| Canyon-SRAM Racing \| + 0 s \| \| |                     |                           |                 |
| |                     |                           |                 |
| |                     |                           |                 |
| Clasificación de la etapa |                     |                           |                 |
| Ciclista | Ciclista            | Equipo                    | Tiempo          |
| 1.ª | Lorena Wiebes       | Parkhotel Valkenburg      | 2 h 59 min 02 s |
| 2.ª | Kirsten Wild        | WNT-Rotor Pro Cycling     | + 0 s           |
| 3.ª | Letizia Paternoster | Trek-Segafredo            | + 0 s           |
| 4.ª | Amy Pieters         | Boels Dolmans             | + 0 s           |
| 5.ª | Chiara Consonni     | Valcar Cylance            | + 0 s           |
| 6.ª | Barbara Guarischi   | Virtu Cycling Women       | + 0 s           |
| 7.ª | Roxane Fournier     | Movistar Team             | + 0 s           |
| 8.ª | Lonneke Uneken      | Hitec Products-Birk Sport | + 0 s           |
| 9.ª | Lucinda Brand       | Sunweb                    | + 0 s           |
| 10.ª | Lisa Klein          | Canyon-SRAM Racing        | + 0 s           |

| \| Clasificación general \| Clasificación general \| Clasificación general \| Clasificación general \| Clasificación general \| \| Ciclista \| Ciclista \| Equipo \| Tiempo \| \| \| --------------------- \| --------------------- \| --------------------- \| --------------------- \| --------------------- \| \| 1.ª \| Annemiek van Vleuten \| Mitchelton-Scott \| 3 h 04 min 06 s \| \| \| 2.ª \| Lorena Wiebes \| Parkhotel Valkenburg \| + 3 s \| \| \| 3.ª \| Letizia Paternoster \| Trek-Segafredo \| + 4 s \| \| \| 4.ª \| Lisa Klein \| Canyon-SRAM Racing \| + 6 s \| \| \| 5.ª \| Lucinda Brand \| Sunweb \| + 7 s \| \| \| 6.ª \| Lisa Brennauer \| WNT-Rotor Pro Cycling \| + 9 s \| \| \| 7.ª \| Anna van der Breggen \| Boels Dolmans \| + 9 s \| \| \| 8.ª \| Leah Kirchmann \| Sunweb \| + 10 s \| \| \| 9.ª \| Christine Majerus \| Boels Dolmans \| + 11 s \| \| \| 10.ª \| Amy Pieters \| Boels Dolmans \| + 11 s \| \| |                      |                       |                 |
| |                      |                       |                 |
| |                      |                       |                 |
| Clasificación general |                      |                       |                 |
| Ciclista | Ciclista             | Equipo                | Tiempo          |
| 1.ª | Annemiek van Vleuten | Mitchelton-Scott      | 3 h 04 min 06 s |
| 2.ª | Lorena Wiebes        | Parkhotel Valkenburg  | + 3 s           |
| 3.ª | Letizia Paternoster  | Trek-Segafredo        | + 4 s           |
| 4.ª | Lisa Klein           | Canyon-SRAM Racing    | + 6 s           |
| 5.ª | Lucinda Brand        | Sunweb                | + 7 s           |
| 6.ª | Lisa Brennauer       | WNT-Rotor Pro Cycling | + 9 s           |
| 7.ª | Anna van der Breggen | Boels Dolmans         | + 9 s           |
| 8.ª | Leah Kirchmann       | Sunweb                | + 10 s          |
| 9.ª | Christine Majerus    | Boels Dolmans         | + 11 s          |
| 10.ª | Amy Pieters          | Boels Dolmans         | + 11 s          |

### 2.ª etapa
| Gennep - Gennep | etapa llana | (113,7 km) |

| \| Clasificación de la etapa \| Clasificación de la etapa \| Clasificación de la etapa \| Clasificación de la etapa \| Clasificación de la etapa \| \| Ciclista \| Ciclista \| Equipo \| Tiempo \| \| \| ------------------------- \| ------------------------- \| ------------------------- \| ------------------------- \| ------------------------- \| \| 1.ª \| Lorena Wiebes \| Parkhotel Valkenburg \| 2 h 45 min 09 s \| \| \| 2.ª \| Kirsten Wild \| WNT-Rotor Pro Cycling \| + 0 s \| \| \| 3.ª \| Lucinda Brand \| Sunweb \| + 0 s \| \| \| 4.ª \| Amy Pieters \| Boels Dolmans \| + 0 s \| \| \| 5.ª \| Elisa Balsamo \| Valcar Cylance \| + 0 s \| \| \| 6.ª \| Roxane Fournier \| Movistar Team \| + 0 s \| \| \| 7.ª \| Emma Norsgaard \| Bigla \| + 0 s \| \| \| 8.ª \| Letizia Paternoster \| Trek-Segafredo \| + 0 s \| \| \| 9.ª \| Barbara Guarischi \| Virtu Cycling Women \| + 0 s \| \| \| 10.ª \| Lonneke Uneken \| Hitec Products-Birk Sport \| + 0 s \| \| |                     |                           |                 |
| |                     |                           |                 |
| |                     |                           |                 |
| Clasificación de la etapa |                     |                           |                 |
| Ciclista | Ciclista            | Equipo                    | Tiempo          |
| 1.ª | Lorena Wiebes       | Parkhotel Valkenburg      | 2 h 45 min 09 s |
| 2.ª | Kirsten Wild        | WNT-Rotor Pro Cycling     | + 0 s           |
| 3.ª | Lucinda Brand       | Sunweb                    | + 0 s           |
| 4.ª | Amy Pieters         | Boels Dolmans             | + 0 s           |
| 5.ª | Elisa Balsamo       | Valcar Cylance            | + 0 s           |
| 6.ª | Roxane Fournier     | Movistar Team             | + 0 s           |
| 7.ª | Emma Norsgaard      | Bigla                     | + 0 s           |
| 8.ª | Letizia Paternoster | Trek-Segafredo            | + 0 s           |
| 9.ª | Barbara Guarischi   | Virtu Cycling Women       | + 0 s           |
| 10.ª | Lonneke Uneken      | Hitec Products-Birk Sport | + 0 s           |

| \| Clasificación general \| Clasificación general \| Clasificación general \| Clasificación general \| Clasificación general \| \| Ciclista \| Ciclista \| Equipo \| Tiempo \| \| \| --------------------- \| --------------------- \| --------------------- \| --------------------- \| --------------------- \| \| 1.ª \| Lorena Wiebes \| Parkhotel Valkenburg \| 5 h 49 min 08 s \| \| \| 2.ª \| Annemiek van Vleuten \| Mitchelton-Scott \| + 7 s \| \| \| 3.ª \| Lucinda Brand \| Sunweb \| + 8 s \| \| \| 4.ª \| Letizia Paternoster \| Trek-Segafredo \| + 11 s \| \| \| 5.ª \| Lisa Klein \| Canyon-SRAM Racing \| + 13 s \| \| \| 6.ª \| Lisa Brennauer \| WNT-Rotor Pro Cycling \| + 13 s \| \| \| 7.ª \| Kirsten Wild \| WNT-Rotor Pro Cycling \| + 14 s \| \| \| 8.ª \| Anna van der Breggen \| Boels Dolmans \| + 16 s \| \| \| 9.ª \| Christine Majerus \| Boels Dolmans \| + 17 s \| \| \| 10.ª \| Amy Pieters \| Boels Dolmans \| + 18 s \| \| |                      |                       |                 |
| |                      |                       |                 |
| |                      |                       |                 |
| Clasificación general |                      |                       |                 |
| Ciclista | Ciclista             | Equipo                | Tiempo          |
| 1.ª | Lorena Wiebes        | Parkhotel Valkenburg  | 5 h 49 min 08 s |
| 2.ª | Annemiek van Vleuten | Mitchelton-Scott      | + 7 s           |
| 3.ª | Lucinda Brand        | Sunweb                | + 8 s           |
| 4.ª | Letizia Paternoster  | Trek-Segafredo        | + 11 s          |
| 5.ª | Lisa Klein           | Canyon-SRAM Racing    | + 13 s          |
| 6.ª | Lisa Brennauer       | WNT-Rotor Pro Cycling | + 13 s          |
| 7.ª | Kirsten Wild         | WNT-Rotor Pro Cycling | + 14 s          |
| 8.ª | Anna van der Breggen | Boels Dolmans         | + 16 s          |
| 9.ª | Christine Majerus    | Boels Dolmans         | + 17 s          |
| 10.ª | Amy Pieters          | Boels Dolmans         | + 18 s          |

### 3.ª etapa
| Nijverdal - Nijverdal | etapa escarpada | (156,8 km) |

| \| Clasificación de la etapa \| Clasificación de la etapa \| Clasificación de la etapa \| Clasificación de la etapa \| Clasificación de la etapa \| \| Ciclista \| Ciclista \| Equipo \| Tiempo \| \| \| ------------------------- \| ------------------------- \| ------------------------- \| ------------------------- \| ------------------------- \| \| 1.ª \| Lisa Klein \| Canyon-SRAM Racing \| 4 h 00 min 53 s \| \| \| 2.ª \| Amy Pieters \| Boels Dolmans \| + 0 s \| \| \| 3.ª \| Lizzie Deignan \| Trek-Segafredo \| + 0 s \| \| \| 4.ª \| Amanda Spratt \| Mitchelton-Scott \| + 0 s \| \| \| 5.ª \| Lorena Wiebes \| Parkhotel Valkenburg \| + 9 s \| \| \| 6.ª \| Marta Bastianelli \| Virtu Cycling Women \| + 9 s \| \| \| 7.ª \| Lucinda Brand \| Sunweb \| + 9 s \| \| \| 8.ª \| Christine Majerus \| Boels Dolmans \| + 9 s \| \| \| 9.ª \| Emma Norsgaard \| Bigla \| + 9 s \| \| \| 10.ª \| Elisa Balsamo \| Valcar Cylance \| + 9 s \| \| |                   |                      |                 |
| |                   |                      |                 |
| |                   |                      |                 |
| Clasificación de la etapa |                   |                      |                 |
| Ciclista | Ciclista          | Equipo               | Tiempo          |
| 1.ª | Lisa Klein        | Canyon-SRAM Racing   | 4 h 00 min 53 s |
| 2.ª | Amy Pieters       | Boels Dolmans        | + 0 s           |
| 3.ª | Lizzie Deignan    | Trek-Segafredo       | + 0 s           |
| 4.ª | Amanda Spratt     | Mitchelton-Scott     | + 0 s           |
| 5.ª | Lorena Wiebes     | Parkhotel Valkenburg | + 9 s           |
| 6.ª | Marta Bastianelli | Virtu Cycling Women  | + 9 s           |
| 7.ª | Lucinda Brand     | Sunweb               | + 9 s           |
| 8.ª | Christine Majerus | Boels Dolmans        | + 9 s           |
| 9.ª | Emma Norsgaard    | Bigla                | + 9 s           |
| 10.ª | Elisa Balsamo     | Valcar Cylance       | + 9 s           |

| \| Clasificación general \| Clasificación general \| Clasificación general \| Clasificación general \| Clasificación general \| \| Ciclista \| Ciclista \| Equipo \| Tiempo \| \| \| --------------------- \| --------------------- \| --------------------- \| --------------------- \| --------------------- \| \| 1.ª \| Lisa Klein \| Canyon-SRAM Racing \| 9 h 50 min 04 s \| \| \| 2.ª \| Lorena Wiebes \| Parkhotel Valkenburg \| + 2 s \| \| \| 3.ª \| Amy Pieters \| Boels Dolmans \| + 6 s \| \| \| 4.ª \| Lucinda Brand \| Sunweb \| + 10 s \| \| \| 5.ª \| Annemiek van Vleuten \| Mitchelton-Scott \| + 12 s \| \| \| 6.ª \| Lizzie Deignan \| Trek-Segafredo \| + 17 s \| \| \| 7.ª \| Lisa Brennauer \| WNT-Rotor Pro Cycling \| + 19 s \| \| \| 8.ª \| Amanda Spratt \| Mitchelton-Scott \| + 21 s \| \| \| 9.ª \| Anna van der Breggen \| Boels Dolmans \| + 22 s \| \| \| 10.ª \| Christine Majerus \| Boels Dolmans \| + 23 s \| \| |                      |                       |                 |
| |                      |                       |                 |
| |                      |                       |                 |
| Clasificación general |                      |                       |                 |
| Ciclista | Ciclista             | Equipo                | Tiempo          |
| 1.ª | Lisa Klein           | Canyon-SRAM Racing    | 9 h 50 min 04 s |
| 2.ª | Lorena Wiebes        | Parkhotel Valkenburg  | + 2 s           |
| 3.ª | Amy Pieters          | Boels Dolmans         | + 6 s           |
| 4.ª | Lucinda Brand        | Sunweb                | + 10 s          |
| 5.ª | Annemiek van Vleuten | Mitchelton-Scott      | + 12 s          |
| 6.ª | Lizzie Deignan       | Trek-Segafredo        | + 17 s          |
| 7.ª | Lisa Brennauer       | WNT-Rotor Pro Cycling | + 19 s          |
| 8.ª | Amanda Spratt        | Mitchelton-Scott      | + 21 s          |
| 9.ª | Anna van der Breggen | Boels Dolmans         | + 22 s          |
| 10.ª | Christine Majerus    | Boels Dolmans         | + 23 s          |

### 4.ª etapa
| Arnhem - Nimega | etapa llana | (135,6 km) |

| \| Clasificación de la etapa \| Clasificación de la etapa \| Clasificación de la etapa \| Clasificación de la etapa \| Clasificación de la etapa \| \| Ciclista \| Ciclista \| Equipo \| Tiempo \| \| \| ------------------------- \| ------------------------- \| ---------------------------------- \| ------------------------- \| ------------------------- \| \| 1.ª \| Franziska Koch \| Sunweb \| 3 h 14 min 33 s \| \| \| 2.ª \| Christine Majerus \| Boels Dolmans \| + 0 s \| \| \| 3.ª \| Riejanne Markus \| CCC-Liv \| + 2 s \| \| \| 4.ª \| Elizabeth Banks \| Bigla \| + 44 s \| \| \| 5.ª \| Lorena Wiebes \| Parkhotel Valkenburg \| + 44 s \| \| \| 6.ª \| Lonneke Uneken \| Hitec Products-Birk Sport \| + 44 s \| \| \| 7.ª \| Alison Jackson \| Tibco-Silicon Valley Bank \| + 44 s \| \| \| 8.ª \| Eugénie Duval \| FDJ-Nouvelle Aquitaine-Futuroscope \| + 44 s \| \| \| 9.ª \| Leah Thomas \| Bigla \| + 44 s \| \| \| 10.ª \| Floortje Mackaij \| Sunweb \| + 44 s \| \| |                   |                                    |                 |
| |                   |                                    |                 |
| |                   |                                    |                 |
| Clasificación de la etapa |                   |                                    |                 |
| Ciclista | Ciclista          | Equipo                             | Tiempo          |
| 1.ª | Franziska Koch    | Sunweb                             | 3 h 14 min 33 s |
| 2.ª | Christine Majerus | Boels Dolmans                      | + 0 s           |
| 3.ª | Riejanne Markus   | CCC-Liv                            | + 2 s           |
| 4.ª | Elizabeth Banks   | Bigla                              | + 44 s          |
| 5.ª | Lorena Wiebes     | Parkhotel Valkenburg               | + 44 s          |
| 6.ª | Lonneke Uneken    | Hitec Products-Birk Sport          | + 44 s          |
| 7.ª | Alison Jackson    | Tibco-Silicon Valley Bank          | + 44 s          |
| 8.ª | Eugénie Duval     | FDJ-Nouvelle Aquitaine-Futuroscope | + 44 s          |
| 9.ª | Leah Thomas       | Bigla                              | + 44 s          |
| 10.ª | Floortje Mackaij  | Sunweb                             | + 44 s          |

| \| Clasificación general \| Clasificación general \| Clasificación general \| Clasificación general \| Clasificación general \| \| Ciclista \| Ciclista \| Equipo \| Tiempo \| \| \| --------------------- \| --------------------- \| --------------------- \| --------------------- \| --------------------- \| \| 1.ª \| Christine Majerus \| Boels Dolmans \| 13 h 04 min 51 s \| \| \| 2.ª \| Lisa Klein \| Canyon-SRAM Racing \| + 30 s \| \| \| 3.ª \| Lorena Wiebes \| Parkhotel Valkenburg \| + 32 s \| \| \| 4.ª \| Amy Pieters \| Boels Dolmans \| + 36 s \| \| \| 5.ª \| Lucinda Brand \| Sunweb \| + 40 s \| \| \| 6.ª \| Annemiek van Vleuten \| Mitchelton-Scott \| + 42 s \| \| \| 7.ª \| Lizzie Deignan \| Trek-Segafredo \| + 47 s \| \| \| 8.ª \| Lisa Brennauer \| WNT-Rotor Pro Cycling \| + 49 s \| \| \| 9.ª \| Amanda Spratt \| Mitchelton-Scott \| + 51 s \| \| \| 10.ª \| Anna van der Breggen \| Boels Dolmans \| + 52 s \| \| |                      |                       |                  |
| |                      |                       |                  |
| |                      |                       |                  |
| Clasificación general |                      |                       |                  |
| Ciclista | Ciclista             | Equipo                | Tiempo           |
| 1.ª | Christine Majerus    | Boels Dolmans         | 13 h 04 min 51 s |
| 2.ª | Lisa Klein           | Canyon-SRAM Racing    | + 30 s           |
| 3.ª | Lorena Wiebes        | Parkhotel Valkenburg  | + 32 s           |
| 4.ª | Amy Pieters          | Boels Dolmans         | + 36 s           |
| 5.ª | Lucinda Brand        | Sunweb                | + 40 s           |
| 6.ª | Annemiek van Vleuten | Mitchelton-Scott      | + 42 s           |
| 7.ª | Lizzie Deignan       | Trek-Segafredo        | + 47 s           |
| 8.ª | Lisa Brennauer       | WNT-Rotor Pro Cycling | + 49 s           |
| 9.ª | Amanda Spratt        | Mitchelton-Scott      | + 51 s           |
| 10.ª | Anna van der Breggen | Boels Dolmans         | + 52 s           |

### 5.ª etapa
| Nimega - Arnhem | etapa llana | (154,8 km) |

| \| Clasificación de la etapa \| Clasificación de la etapa \| Clasificación de la etapa \| Clasificación de la etapa \| Clasificación de la etapa \| \| Ciclista \| Ciclista \| Equipo \| Tiempo \| \| \| ------------------------- \| ------------------------- \| ---------------------------------- \| ------------------------- \| ------------------------- \| \| 1.ª \| Chiara Consonni \| Valcar Cylance \| 3 h 56 min 26 s \| \| \| 2.ª \| Lorena Wiebes \| Parkhotel Valkenburg \| + 0 s \| \| \| 3.ª \| Lucinda Brand \| Sunweb \| + 0 s \| \| \| 4.ª \| Marta Bastianelli \| Virtu Cycling Women \| + 0 s \| \| \| 5.ª \| Eugénie Duval \| FDJ-Nouvelle Aquitaine-Futuroscope \| + 0 s \| \| \| 6.ª \| Lisa Brennauer \| WNT-Rotor Pro Cycling \| + 0 s \| \| \| 7.ª \| Floortje Mackaij \| Sunweb \| + 0 s \| \| \| 8.ª \| Lisa Klein \| Canyon-SRAM Racing \| + 0 s \| \| \| 9.ª \| Alison Jackson \| Tibco-Silicon Valley Bank \| + 0 s \| \| \| 10.ª \| Christine Majerus \| Boels Dolmans \| + 0 s \| \| |                   |                                    |                 |
| |                   |                                    |                 |
| |                   |                                    |                 |
| Clasificación de la etapa |                   |                                    |                 |
| Ciclista | Ciclista          | Equipo                             | Tiempo          |
| 1.ª | Chiara Consonni   | Valcar Cylance                     | 3 h 56 min 26 s |
| 2.ª | Lorena Wiebes     | Parkhotel Valkenburg               | + 0 s           |
| 3.ª | Lucinda Brand     | Sunweb                             | + 0 s           |
| 4.ª | Marta Bastianelli | Virtu Cycling Women                | + 0 s           |
| 5.ª | Eugénie Duval     | FDJ-Nouvelle Aquitaine-Futuroscope | + 0 s           |
| 6.ª | Lisa Brennauer    | WNT-Rotor Pro Cycling              | + 0 s           |
| 7.ª | Floortje Mackaij  | Sunweb                             | + 0 s           |
| 8.ª | Lisa Klein        | Canyon-SRAM Racing                 | + 0 s           |
| 9.ª | Alison Jackson    | Tibco-Silicon Valley Bank          | + 0 s           |
| 10.ª | Christine Majerus | Boels Dolmans                      | + 0 s           |

## Clasificaciones finales
Las clasificaciones finalizaron de la siguiente forma:

### Clasificación general
| \| Clasificación general \| Clasificación general \| Clasificación general \| Clasificación general \| Clasificación general \| \| Ciclista \| Ciclista \| Equipo \| Tiempo \| \| \| --------------------- \| --------------------- \| --------------------- \| --------------------- \| --------------------- \| \| 1.ª \| Christine Majerus \| Boels Dolmans \| 17 h 01 min 17 s \| \| \| 2.ª \| Lorena Wiebes \| Parkhotel Valkenburg \| + 26 s \| \| \| 3.ª \| Lisa Klein \| Canyon-SRAM Racing \| + 30 s \| \| \| 4.ª \| Lucinda Brand \| Sunweb \| + 34 s \| \| \| 5.ª \| Amy Pieters \| Boels Dolmans \| + 35 s \| \| \| 6.ª \| Annemiek van Vleuten \| Mitchelton-Scott \| + 42 s \| \| \| 7.ª \| Lizzie Deignan \| Trek-Segafredo \| + 47 s \| \| \| 8.ª \| Lisa Brennauer \| WNT-Rotor Pro Cycling \| + 49 s \| \| \| 9.ª \| Anna van der Breggen \| Boels Dolmans \| + 52 s \| \| \| 10.ª \| Leah Thomas \| Bigla \| + 54 s \| \| |                      |                       |                  |
| |                      |                       |                  |
| Fuente: ProCyclingStats |                      |                       |                  |
| Clasificación general |                      |                       |                  |
| Ciclista | Ciclista             | Equipo                | Tiempo           |
| 1.ª | Christine Majerus    | Boels Dolmans         | 17 h 01 min 17 s |
| 2.ª | Lorena Wiebes        | Parkhotel Valkenburg  | + 26 s           |
| 3.ª | Lisa Klein           | Canyon-SRAM Racing    | + 30 s           |
| 4.ª | Lucinda Brand        | Sunweb                | + 34 s           |
| 5.ª | Amy Pieters          | Boels Dolmans         | + 35 s           |
| 6.ª | Annemiek van Vleuten | Mitchelton-Scott      | + 42 s           |
| 7.ª | Lizzie Deignan       | Trek-Segafredo        | + 47 s           |
| 8.ª | Lisa Brennauer       | WNT-Rotor Pro Cycling | + 49 s           |
| 9.ª | Anna van der Breggen | Boels Dolmans         | + 52 s           |
| 10.ª | Leah Thomas          | Bigla                 | + 54 s           |

### Clasificación por puntos
| Clasificación por puntos | Clasificación por puntos | Clasificación por puntos  | Clasificación por puntos | Clasificación por puntos |
| Ciclista                 | Ciclista                 | Equipo                    | Puntos                   |                          |
| ------------------------ | ------------------------ | ------------------------- | ------------------------ | ------------------------ |
| 1.ª                      | Lorena Wiebes            | Parkhotel Valkenburg      | 98 pts                   |                          |
| 2.ª                      | Lucinda Brand            | Sunweb                    | 67 pts                   |                          |
| 3.ª                      | Lisa Klein               | Canyon-SRAM Racing        | 65 pts                   |                          |
| 4.ª                      | Amy Pieters              | Boels Dolmans             | 56 pts                   |                          |
| 5.ª                      | Christine Majerus        | Boels Dolmans             | 45 pts                   |                          |
| 6.ª                      | Kirsten Wild             | WNT-Rotor Pro Cycling     | 40 pts                   |                          |
| 7.ª                      | Chiara Consonni          | Valcar Cylance            | 37 pts                   |                          |
| 8.ª                      | Franziska Koch           | Sunweb                    | 31 pts                   |                          |
| 9.ª                      | Marta Bastianelli        | Virtu Cycling Women       | 28 pts                   |                          |
| 10.ª                     | Lonneke Uneken           | Hitec Products-Birk Sport | 28 pts                   |                          |

### Clasificación de la montaña
| Clasificación de la montaña | Clasificación de la montaña | Clasificación de la montaña | Clasificación de la montaña | Clasificación de la montaña |
| Ciclista                    | Ciclista                    | Equipo                      | Puntos                      |                             |
| --------------------------- | --------------------------- | --------------------------- | --------------------------- | --------------------------- |
| 1.ª                         | Lucinda Brand               | Sunweb                      | 8 pts                       |                             |
| 2.ª                         | Christine Majerus           | Boels Dolmans               | 6 pts                       |                             |
| 3.ª                         | Ashleigh Moolman-Pasio      | CCC-Liv                     | 5 pts                       |                             |
| 4.ª                         | Alena Amialiusik            | Canyon-SRAM Racing          | 5 pts                       |                             |
| 5.ª                         | Georgia Williams            | Mitchelton-Scott            | 5 pts                       |                             |
| 6.ª                         | Kirsten Wild                | WNT-Rotor Pro Cycling       | 5 pts                       |                             |
| 7.ª                         | Małgorzata Jasińska         | Movistar Team               | 5 pts                       |                             |
| 8.ª                         | Franziska Koch              | Sunweb                      | 4 pts                       |                             |
| 9.ª                         | Annemiek van Vleuten        | Mitchelton-Scott            | 3 pts                       |                             |
| 10.ª                        | Lisa Brennauer              | WNT-Rotor Pro Cycling       | 3 pts                       |                             |

### Clasificación de las jóvenes
| Clasificación del mejor joven | Clasificación del mejor joven | Clasificación del mejor joven      | Clasificación del mejor joven | Clasificación del mejor joven |
| Ciclista                      | Ciclista                      | Equipo                             | Tiempo                        |                               |
| ----------------------------- | ----------------------------- | ---------------------------------- | ----------------------------- | ----------------------------- |
| 1.ª                           | Lorena Wiebes                 | Parkhotel Valkenburg               | 17 h 01 min 43 s              |                               |
| 2.ª                           | Elisa Balsamo                 | Valcar Cylance                     | + 1 min 22 s                  |                               |
| 3.ª                           | Franziska Koch                | Sunweb                             | + 1 min 30 s                  |                               |
| 4.ª                           | Marta Lach                    | CCC-Liv                            | + 1 min 31 s                  |                               |
| 5.ª                           | Lonneke Uneken                | Hitec Products-Birk Sport          | + 1 min 39 s                  |                               |
| 6.ª                           | Emma Norsgaard                | Bigla                              | + 2 min 21 s                  |                               |
| 7.ª                           | Maëlle Grossetête             | FDJ-Nouvelle Aquitaine-Futuroscope | + 2 min 36 s                  |                               |
| 8.ª                           | Vittoria Guazzini             | Valcar Cylance                     | + 9 min 20 s                  |                               |
| 9.ª                           | Sofia Bertizzolo              | Virtu Cycling Women                | + 9 min 45 s                  |                               |
| 10.ª                          | Chiara Consonni               | Valcar Cylance                     | + 10 min 15 s                 |                               |

### Clasificación por equipos
| Clasificación por equipos | Clasificación por equipos | Clasificación por equipos | Clasificación por equipos |
| Equipo                    | Equipo                    | Tiempo                    |                           |
| ------------------------- | ------------------------- | ------------------------- | ------------------------- |
| 1.º                       | Boels Dolmans             | 51 h 05 min 38 s          |                           |
| 2.º                       | CCC-Liv                   | + 49 s                    |                           |
| 3.º                       | Sunweb Women              | + 2 min 04 s              |                           |

## Evolución de las clasificaciones
| Etapa                   | Vencedora               | Clasificación general | Clasificación por puntos | Clasificación de la montaña | Clasificación de las metas volantes | Clasificación de las jóvenes | Clasificación de la combatividad | Clasificación por equipos |
| ----------------------- | ----------------------- | --------------------- | ------------------------ | --------------------------- | ----------------------------------- | ---------------------------- | -------------------------------- | ------------------------- |
| Prólogo                 | Annemiek van Vleuten    | Annemiek van Vleuten  | Annemiek van Vleuten     | Lucinda Brand               | Lisa Brennauer                      | Letizia Paternoster          | Leah Thomas                      | Sunweb                    |
| 1.ª                     | Lorena Wiebes           | Annemiek van Vleuten  | Letizia Paternoster      | Ashleigh Moolman            | Ashleigh Moolman                    | Lorena Wiebes                | Elizabeth Deignan                | Sunweb                    |
| 2.ª                     | Lorena Wiebes           | Lorena Wiebes         | Lorena Wiebes            | Kirsten Wild                | Kirsten Wild                        | Lorena Wiebes                | Quinty Ton                       | Sunweb                    |
| 3.ª                     | Lisa Klein              | Lisa Klein            | Lorena Wiebes            | Alena Amialiusik            | Kirsten Wild                        | Lorena Wiebes                | Amalie Dideriksen                | Boels-Dolmans             |
| 4.ª                     | Franziska Koch          | Christine Majerus     | Lorena Wiebes            | Christine Majerus           | Kirsten Wild                        | Lorena Wiebes                | Riejanne Markus                  | Boels-Dolmans             |
| 5.ª                     | Chiara Consonni         | Christine Majerus     | Lorena Wiebes            | Lucinda Brand               | Kirsten Wild                        | Lorena Wiebes                | Małgorzata Jasińska              | Boels-Dolmans             |
| Clasificaciones finales | Clasificaciones finales | Christine Majerus     | Lorena Wiebes            | Lucinda Brand               | Kirsten Wild                        | Lorena Wiebes                | no entregada                     | Boels-Dolmans             |

## Ciclistas participantes y posiciones finales
Convenciones:
- AB-N: Abandono en la etapa "N"
- FLT-N: Retiro por llegada fuera del límite de tiempo en la etapa "N"
- NTS-N: No tomó la salida para la etapa "N"
- DES-N: Descalificado o expulsado en la etapa "N"

## UCI WorldTour Femenino
El Boels Ladies Tour otorgó puntos para el UCI WorldTour Femenino 2019 y el UCI World Ranking Femenino, incluyendo a todas las corredoras de los equipos en las categorías UCI Team Femenino. Las siguientes tablas muestran el baremo de puntuación y las 10 corredoras que obtuvieron más puntos:
| Posición              | 1.ª | 2.ª | 3.ª | 4.ª | 5.ª | 6.ª | 7.ª | 8.ª | 9.ª | 10.ª | 11.ª | 12.ª | 13.ª | 14.ª | 15.ª | 16.ª-30.ª | 31.ª-40.ª |
| Clasificación general | 200 | 150 | 125 | 100 | 85  | 70  | 60  | 50  | 40  | 35   | 30   | 25   | 20   | 15   | 10   | 5         | 3         |
| Por etapa             | 25  | 20  | 18  | 16  | 14  | 12  | 10  | 8   | 6   | 4    |      |      |      |      |      |           |           |
| Líder                 | 5   |     |     |     |     |     |     |     |     |      |      |      |      |      |      |           |           |

| Clasificación |                      |                      |         |       |       |       |
| Posición      | Ciclista             | Equipo               | General | Etapa | Líder | Total |
| ------------- | -------------------- | -------------------- | ------- | ----- | ----- | ----- |
| 1.ª           | Lorena Wiebes        | Parkhotel Valkenburg | 150     | 98    | 5     | 253   |
| 2.ª           | Christine Majerus    | Boels-Dolmans        | 200     | 40    | 5     | 245   |
| 3.ª           | Lisa Klein           | Canyon SRAM Racing   | 125     | 57    | 5     | 187   |
| 4.ª           | Lucinda Brand        | Sunweb               | 100     | 70    | -     | 170   |
| 5.ª           | Amy Pieters          | Boels-Dolmans        | 85      | 58    | -     | 143   |
| 6.ª           | Annemiek van Vleuten | Mitchelton-Scott     | 70      | 25    | 10    | 105   |
| 7.ª           | Elizabeth Deignan    | Trek-Segafredo       | 60      | 18    | -     | 78    |
| 8.ª           | Lisa Brennauer       | WNT-Rotor            | 50      | 26    | -     | 76    |
| 9.ª           | Anna van der Breggen | Boels-Dolmans        | 40      | 12    | -     | 52    |
| 10.ª          | Leah Thomas          | Bigla                | 35      | 10    | -     | 45    |